# AEGON Classic 2015
AEGON Classic 2015 byl tenisový turnaj pořádaný jako součást ženského okruhu WTA Tour, který se hrál na otevřených travnatých dvorcích v Edgbaston Priory Clubu. Konal se mezi 15. až 21. červnem 2015 v anglickém Birminghamu jako 34. ročník turnaje.
Turnaj s rozpočtem 731 000 dolarů podruhé patřil do kategorie WTA Premier Tournaments. Nejvýše nasazenou hráčkou ve dvouhře se stala světová trojka Simona Halepová z Rumunska, kterou ve čtvrtfinále vyřadila francouzská tenistka Kristina Mladenovicová. Premiérový titul na trávě vybojovala Angelique Kerberová. Deblovou soutěž ovládl španělský pár Garbiñe Muguruzaová a Carla Suárezová Navarrová.
Sabine Lisická, přezdívaná „Bum Bum Sabine“, zahrála ve druhém kole proti Belindě Bencicové rekordní počet es na okruhu WTA, a to v zápase na dva vítězné sety, když jich nastřilela 27. Rekord pak překonala 114. žena žebříčku Kristýna Plíšková ve druhém kole lednového Australian Open 2016 proti Mónice Puigové, v němž zahrála 31 es.

## Distribuce bodů a finančních odměn

### Distribuce bodů
| Soutěž  | vítězky | finalistky | semifinalistky | čtvrtfinalistky | 16 v kole | 32 v kole | 64 v kole | Q  | Q2 | Q1 |
| ------- | ------- | ---------- | -------------- | --------------- | --------- | --------- | --------- | -- | -- | -- |
| dvouhra | 470     | 305        | 185            | 100             | 55        | 30        | 1         | 25 | 13 | 1  |
| čtyřhra | 470     | 305        | 185            | 100             | 1         | —         | —         | —  | —  | —  |

### Finanční odměny
| Soutěž                                | vítězky  | finalistky | semifinalistky | čtvrtfinalistky | 16 v kole | 32 v kole | 64 v kole | Q2     | Q1    |
| ------------------------------------- | -------- | ---------- | -------------- | --------------- | --------- | --------- | --------- | ------ | ----- |
| dvouhra                               | $124 000 | $66 000    | $32 525        | $16 725         | $8 670    | $4 440    | $2 280    | $1 035 | $ 620 |
| čtyřhra                               | $39 000  | $20 650    | $11 360        | $5 785          | $3 140    | —         | —         | —      | —     |
| částky ve čtyřhře jsou uváděny na pár |          |            |                |                 |           |           |           |        |       |

## Ženská dvouhra

### Nasazení
| Stát                          | Hráčka                    | WTA | Nasazení |
| ----------------------------- | ------------------------- | --- | -------- |
| Rumunsko                      | Simona Halepová           | 3.  | 1.       |
| Srbsko                        | Ana Ivanovićová           | 6.  | 2.       |
| Španělsko                     | Carla Suárezová Navarrová | 9.  | 3.       |
| Německo                       | Angelique Kerberová       | 10. | 4.       |
| Kanada                        | Eugenie Bouchardová       | 11. | 5.       |
| Česko                         | Karolína Plíšková         | 12. | 6.       |
| Německo                       | Andrea Petkovicová        | 14. | 7.       |
| Německo                       | Sabine Lisická            | 19. | 8.       |
| Španělsko                     | Garbiñe Muguruzaová       | 21. | 9.       |
| Česko                         | Barbora Strýcová          | 22. | 10.      |
| Francie                       | Alizé Cornetová           | 25. | 11.      |
| Bělorusko                     | Viktoria Azarenková       | 26. | 12.      |
| Rusko                         | Světlana Kuzněcovová      | 28. | 13.      |
| Rumunsko                      | Irina-Camelia Beguová     | 29. | 14.      |
| Srbsko                        | Jelena Jankovićová        | 30. | 15.      |
| Francie                       | Caroline Garciaová        | 31. | 16.      |
| Žebříček WTA k 8. červnu 2015 |                           |     |          |

### Jiné formy účasti
Následující hráčky obdržely divokou kartu do hlavní soutěže:
- Eugenie Bouchardová
- Naomi Broadyová
- Jelena Jankovićová
- Johanna Kontaová
- Katie Swanová

Následující hráčky postoupily z kvalifikace:
- Tímea Babosová
- Kateryna Bondarenková
- Misaki Doiová
- Marina Erakovicová
- Klára Koukalová
- Aleksandra Krunićová
- Michelle Larcherová de Britová
- Tatjana Mariová
  -  Čeng Saj-saj – jako šťastná poražená

### Odhlášení
před zahájením turnaje
- Timea Bacsinszká → nahradila ji Tereza Smitková
- Mona Barthelová → nahradila ji Ajla Tomljanovićová
- Madison Brengleová → nahradila ji Monica Niculescuová
- Dominika Cibulková → nahradila ji Mirjana Lučićová Baroniová
- Camila Giorgiová (poranění pravé kyčle) → nahradila ji Čeng Saj-saj
- Madison Keysová → nahradila ji Kateřina Siniaková
- Pcheng Šuaj → nahradila ji Lauren Davisová
- Lucie Šafářová → nahradila ji Christina McHaleová
- Jaroslava Švedovová → nahradila ji Bojana Jovanovská

v průběhu turnaje
- Viktoria Azarenková (poranění levé nohy)

## Ženská čtyřhra

### Nasazení
| Stát                                                                      | Hráčka                  | Stát      | Hráčka                    | WTA | Nasazení |
| ------------------------------------------------------------------------- | ----------------------- | --------- | ------------------------- | --- | -------- |
| Austrálie                                                                 | Casey Dellacquová       | Indie     | Sania Mirzaová            | 17  | 1        |
| Maďarsko                                                                  | Tímea Babosová          | Francie   | Kristina Mladenovicová    | 17  | 2        |
| USA                                                                       | Raquel Kopsová-Jonesová | USA       | Abigail Spearsová         | 28  | 3        |
| Španělsko                                                                 | Garbiñe Muguruzaová     | Španělsko | Carla Suárezová Navarrová | 36  | 4.       |
| Žebříček WTA k 8. červnu 2015; číslo je součtem umístění obou členek páru |                         |           |                           |     |          |

### Jiné formy účasti
Následující páry obdržely divokou kartu do hlavní soutěže:
- Eugenie Bouchardová /  Světlana Kuzněcovová
- Simona Halepová /  Heather Watsonová
- Jocelyn Raeová /  Anna Smithová

### Odhlášení
v průběhu turnaje
- Simona Halepová (natažení svalstva pravé paže)
- Kristina Mladenovicová (zádové poranění)

## Přehled finále

### Ženská dvouhra
- Angelique Kerberová vs.  Karolína Plíšková, 6–7(5–7), 6–3, 7–6(7–4)

### Ženská čtyřhra
- Garbiñe Muguruzaová /  Carla Suárezová Navarrová vs.  Andrea Hlaváčková /  Lucie Hradecká, 6–4, 6–4